# Дікгоф
Дікгоф (нім. Diekhof) — громада в Німеччині, розташована в землі Мекленбург-Передня Померанія. Входить до складу району Росток. Складова частина об'єднання громад Лааге.
Площа — 33,19 км2. Населення становить Невірний параметр metadata 13 072 025 ос. (станом на 31 грудня 2020).